# زنگن (ارغلی)
زنگن (به ترکی استانبولی: Zengen) یک منطقهٔ مسکونی در ترکیه است که در استان قونیه واقع شده‌است. زنگن ۱٬۹۹۶ نفر جمعیت دارد و ۱٬۰۷۵ متر بالاتر از سطح دریا واقع شده‌است.